# Okrov objektiva
Okròv objektíva (tudi sédež objektíva in okòv objektíva, angleško lens mount) je posebni vmesnik, mehanski in pogosto električni, med telesom fotoaparata in objektivom. Imajo ga fotoaparati z izmenljivimi objektivi, po navadi zrcalno-refleksni ali pa tudi filmske kamere s 16 mm ali večjim premerom. Okrovi se rabijo tudi za povezavo optičnih komponent v pripravah, kjer ni fotoaparatov, na primer modularnih komponent v prototipnih optičnih laboratorijih.